# Templo de Hsi Lai
 'Templo de Fo Guang Shan Hsi Lai'  (en chino, 佛光 山西 來 寺; pinyin, Fóguāngshān Xīlái Sì) es un monasterio de montaña en el norte de Puente Hills,  Hacienda Heights, Condado de Los Ángeles, California. El nombre "Hsi Lai" significa "viniendo del oeste".
El templo Hsi Lai está afiliado a Fo Guang Shan, una organización budista de Taiwán. Es el primer templo filial de la orden en el extranjero y sirve como sede regional de América del Norte para Fo Guang Shan. El templo Hsi Lai fue el lugar de la fundación de la Asociación Internacional Luz de Buda, establecida en 1991. El templo, como su templo madre en Taiwán, practica el Budismo humanista.

## Historia

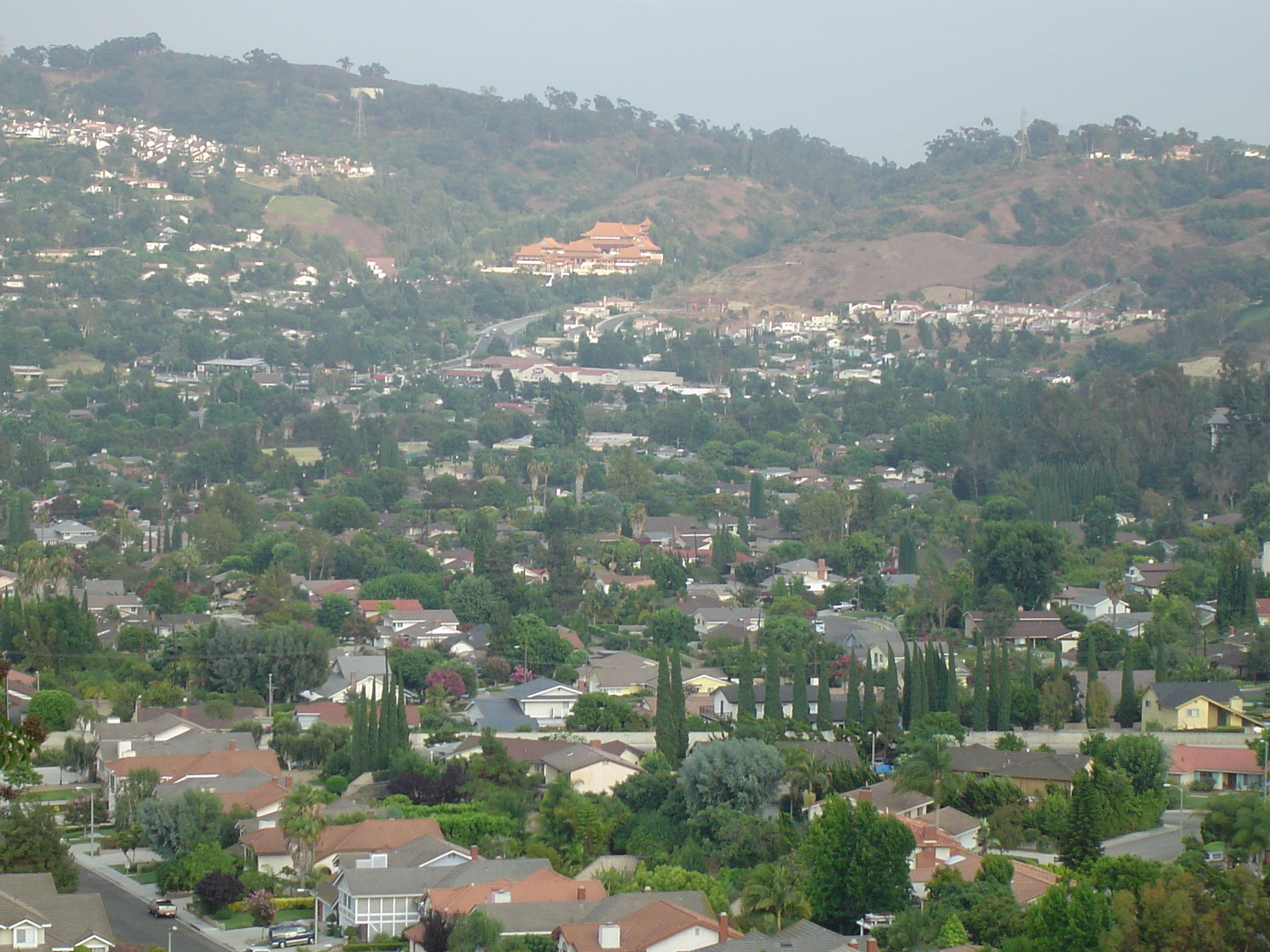
Templo Hsi Lai y sus alrededores

En 1976, el Maestro Hsing Yun, el fundador de la orden, representó a un grupo budista de Taiwán para participar en la celebración del Bicentenario de Estados Unidos. Amigos estadounidenses le pidieron al maestro Hsing Yun que construyera un monasterio en los Estados Unidos. Por lo tanto, Fo Guang Shan pidió a la Venerable Tzu Chuang (quien, al inicio del templo, se convirtió en la fundadora y primera abadesa del Templo Hsi Lai) y a Yi Heng, que planificaran y organizaran la construcción del templo en el área del Gran Los Ángeles. Fue registrado oficialmente bajo el nombre de "Sociedad Internacional del Progreso Budista". Hasta que el templo estuvo completo, el Ven. Tzu Chuang compró un antiguo edificio de la iglesia, que iba a ser la sede temporal de Hsi Lai. El templo original, ubicado en la ciudad de  Maywood, se llamaba Templo "Bai Ta" (Pagoda Blanca).
La planificación y construcción del templo en la década de 1980 fue recibida con sospecha y resistencia por parte de las comunidades locales, muchas de las cuales sabían poco sobre el budismo y tenían temores infundados a las prácticas budistas. Muchos sintieron que el proyecto era demasiado grande para un vecindario de viviendas unifamiliares y que el estilo arquitectónico tradicional chino no encajaría. Las principales razones de la resistencia a la construcción del templo fueron el impacto de los servicios semanales, el tráfico intenso, el ruido y preocupación por el daño ambiental.
Originalmente, la organización había planeado construir el templo en South Bay, Los Ángeles pero se les impidió adquirir terrenos. También intentaron adquirir el histórico Castillo de los Pirineos en Alhambra, California, pero también encontraron oposición de la comunidad. El La construcción del templo en su ubicación actual sobrevivió a seis audiencias públicas y más de 100 reuniones comunitarias. En 1985, el templo finalmente obtuvo un permiso de construcción. La ceremonia de la palada inicial se llevó a cabo el año siguiente y el templo se completó el 26 de noviembre de 1988.
Los sentimientos negativos sobre el edificio de Hsi Lai han disminuido desde entonces a medida que se ha elevado el nivel general de conciencia y se ha demostrado que el templo y sus residentes son buenos vecinos.
Inmediatamente después de su apertura, el Templo Hsi Lai fue el lugar de muchos eventos. La 16.ª Conferencia General de la Fraternidad Mundial de Budistas y la 7ª Conferencia de la Fraternidad Mundial de la Juventud Budista se llevaron a cabo del 19 al 26 de noviembre, durante más de un mes se llevó a cabo una Ceremonia Internacional de Ordenación Completa de la Triple Plataforma para los monjes. y un  Servicio del Dharma de la Tierra y el Agua se llevó a cabo antes de la apertura del templo.
En 2008, en celebración del vigésimo aniversario de la apertura del Templo Hsi Lai, se llevó a cabo otra Ceremonia Internacional de Ordenación Completa de la Triple Plataforma para los monjes y un Servicio de Dharma de Tierra y Agua.
En el verano de 2011, el templo Hsi Lai fue el lugar de inicio de  The Amazing Race 19 .
El 4 de septiembre de 2012, el abad del templo de Hsi Lai, Hui Chi, fue elegido para el cargo de abad principal de la orden Fo Guang Shan, sucediendo a Hsin Pei.

## Universidad de Occidente
En 1990, junto con la finalización del Templo Hsi Lai, el Maestro Hsing Yun fundó la "Universidad Hsi Lai", una de las dieciséis facultades y universidades budistas operadas por Fo Guang Shan. La universidad se trasladó a Rosemead, California en 1996. Es una de las primeras universidades budistas en los Estados Unidos.
Licenciatura en artes, Maestría en artes y Doctorado en estudios budistas, estudios religiosos comparados y una Maestría en administración de empresas están disponibles en la universidad.
En 2004, la universidad cambió su nombre por el de "Universidad del Oeste" y nombró presidente al Dr. Lewis Lancaster, profesor de la Universidad de California, Berkeley y miembro de Fo Guang Shan desde hace mucho tiempo. El Dr. Roger Schmidt se convirtió en el sucesor de Lancaster en 2006 y fue reemplazado por el Dr. Allen M. Huang un año después.

## Sitios

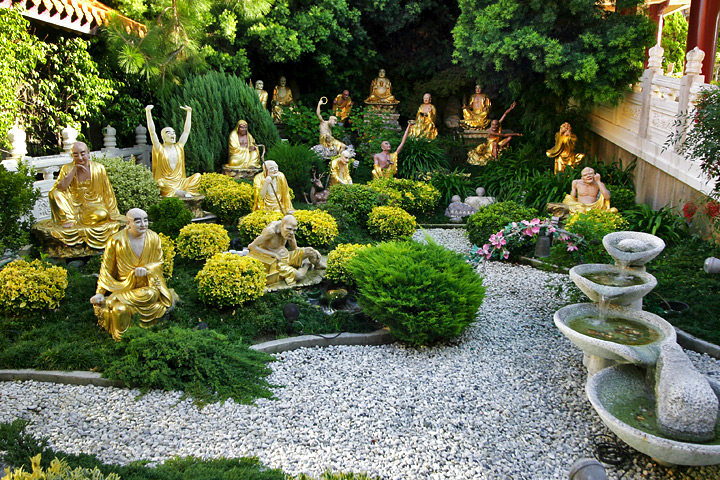
El jardín Arhat en el templo

- El Salón del Bodhisattva (五 聖殿): El primer santuario antes de entrar al templo. Es una gran sala que honra a cinco Bodhisattvas, Samantabhadra ( P'xián ), Ksitigarbha ( Dìzàng ), Maitreya ( Mílè ), Guanyin y Manjusri ( Wenshu ). Fuera del santuario, a cada lado, se honra a  Skanda ( Weituo ) y Guan Yu ( Qielan ).
- El Arhat Jardín (十八 羅漢): Ubicado a la izquierda del templo, representa a 18 de los primeros discípulos conocidos de Buda.
- El jardín de Avalokitesvara (慈航 普度): ubicado a la derecha del templo. Representa a la bodhisattva Avalokitesvara (Guan Yin), rodeada por sus acólitos y los Cuatro Reyes Celestiales.
- Santuario principal (大雄寶殿): El corazón de las actividades del templo. Las figuras principales representadas en la sala son  Buda Sakyamuni,  Buda Amitabha y  Buda Bhaisajyaguru. En las paredes se pueden ver miles de nichos que contienen una imagen del Buda. Afuera, se puede ver una gran campana y un tambor a ambos lados. La campana y el tambor solo se utilizan para marcar ocasiones especiales.

Pagoda conmemorativa (懷恩 堂): ubicada en la cima del templo Hsi Lai, funciona como un monumento a los difuntos. Anteriormente un mausoleo hasta la construcción de un columbario más grande en Rose Hills Memorial Park en Whittier, California.
- Sala de meditación (禪堂): Ubicada en la parte posterior del santuario principal, las clases de meditación se llevan a cabo aquí.
- Comedor (五 觀 堂): El comedor principal para los visitantes del templo. Todos los días se sirve un almuerzo buffet vegetariano para los visitantes y, a veces, cenas en días especiales.
- Centro de Traducción y Publicaciones (佛光 山 國際 翻譯 中心 與 佛光 出版社): El Centro Internacional de Traducción Fo Guang Shan y Buddha's Light Publishing se encuentran en el sitio. Buddha's Light Publishing se estableció para publicar libros budistas traducidos por el Comité Internacional de Traducción Fo Guang Shan, así como otras valiosas obras budistas.

## Retiros y educación

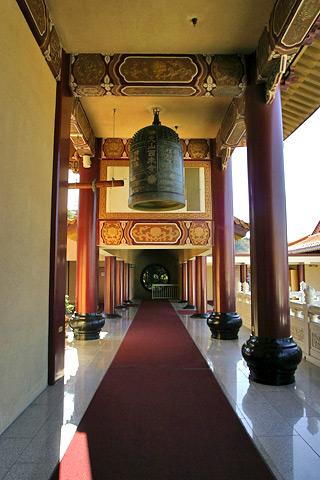
Una campana dentro de los terrenos de Hsi Lai, usada tradicionalmente para marcar el inicio o el final de las actividades diarias en un monasterio.

El templo ofrece una amplia variedad de retiros y clases en inglés y chino para promover el budismo humanista y ha comenzado un programa de retiro extendido para aquellos que quieran experimentar la vida monástica por un período de tiempo más largo. Los retiros generalmente consisten en clases, meditación, alimentación consciente a través de la práctica tradicional de una cena budista formal y tareas comunes.

### Retiros recurrentes
- Retiro de los ocho preceptos (八 關 齋戒): Un retiro de fin de semana para que los participantes prueben la vida monástica.
- Retiro de meditación de uno, tres y siete días (一 / 三 / 七日 禪修 會): Un retiro que se centra en la meditación durante períodos de tiempo variables.
- Retiro monástico de corta duración (短期 出家 修道 會): Se ofrece anualmente para niños y dos veces al año para adultos. Dura aproximadamente una semana y permite a los laicos ser monásticos temporalmente, incluso tomar los votos de monje o monja novicio.
- Retiro de los Cinco y Preceptos del Bodhisattva (五戒 菩薩 戒 戒 會): Este retiro, que se lleva a cabo dos veces al año, confiere los cinco preceptos y los preceptos del Bodhisattva a los participantes para que los observen vida tras vida.
- Programa de Cultivación Budista Hsi Lai (西 來 佛教 書苑): Un retiro extendido que va de seis semanas a tres meses para que los participantes tengan una comprensión más completa de la vida monástica.

## Servicios de Dharma
Los servicios de Dharma se llevan a cabo en mandarín, pero los libros de canto tienen fonética pinyin y traducción al inglés. Cada servicio está acompañado de una charla de Dharma por parte del venerable presidente. Los monjes y monjas que residen en el templo hablan una variedad de idiomas además del mandarín, principalmente inglés y cantonés. 

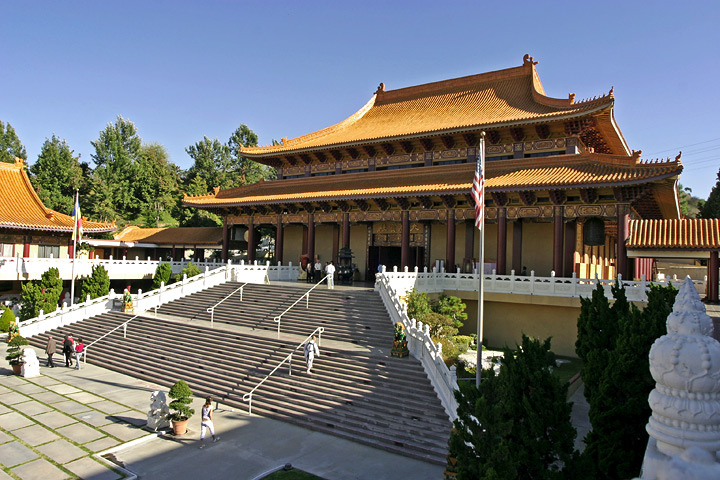
Salón principal.

### Ceremonias y servicios anuales
- Servicio del Dharma de los Mil Budas (禮 千 佛法 會): Una breve ceremonia que rinde homenaje a los Budas y Bodhisattvas; celebrado el día del Año Nuevo Lunar.
- Gran Ofrenda a la Triple Gema y los Guardianes Celestiales (供佛 齋 天): Una ceremonia que invita a los guardianes celestiales del budismo. Se lleva a cabo durante las celebraciones del Año Nuevo Chino.
- Servicio de Inauguración / Finalización de Oferta Anual de Lámpara (上燈 法 會 / 圓 燈 法 會): Un servicio que se lleva a cabo al comienzo y al final del año lunar para ofrecer formalmente una lámpara anual al Buda.
- Peregrinación con reverencia (朝山): Se realiza varias veces al año para el cumpleaños, la iluminación y la renunciación de Avalokitesvara, así como el  Festival de la Luna del Medio Otoño y el Día del Año Nuevo Lunar.
- Servicio de arrepentimiento en agua (水 懺 法 會): Un servicio de arrepentimiento de un día por piedad filial. Se celebra anualmente en el mes del Festival Qingming.
- Día del Buda / Servicio del Dharma del Baño del Buda (浴 佛法 會): Celebración del Cumpleaños del Buda que se lleva a cabo dentro y fuera del Templo Hsi Lai, y es coanfitrión de otros templos en el sur de California.
- Día de la Sangha / Servicio de Ofrenda de Sangha del Dharma (供僧 法 會): Se lleva a cabo alrededor del 15 de julio de cada año, luego del retiro de verano, el templo continúa la tradición de hacer ofrendas a los monjes después de la temporada de lluvias con una ronda de limosnas por parte de monásticos de todas partes. las Americas.
- Emperador Liang Servicio de Arrepentimiento (梁 皇 法 會): Un servicio de arrepentimiento de una semana que se lleva a cabo anualmente como parte de las celebraciones de Ullamabana, que también se conoce como el Festival de los fantasmas en la religión popular china. , observado en julio o agosto.
- Servicio de Yoga Flaming Mouth (瑜伽 焰 口): Una ceremonia tántrica elaborada que invita y alimenta a los espíritus sensibles. Se lleva a cabo por la tarde después del Día de la Sangha y al final del servicio de Arrepentimiento del Emperador Liang.
- Servicio del Dharma del Buda de la Medicina (藥師 法 會): un servicio de varios días que incluye la recitación del Sutra del Buda de la Medicina y la ofrenda de lámparas. Se prepara un altar separado para este evento y se usa además del Salón Principal para el servicio.
- Retiro Amitabha de 7 días (彌陀 佛七): Siete días de nianfo y recitación consciente del  Amitabha Sutra , que se lleva a cabo a fines de diciembre, aproximadamente en la época del cumpleaños de Amitabha. Se concluye con un Servicio Dharma de Contemplación Triple Amitabha (三 時 繫 念佛 事) que dura una tarde entera.
- Día del Dharma (法寶 節): Una celebración de la iluminación del Buda Sakyamuni. El templo tiene representaciones y actividades tanto en inglés como en chino para difundir la alegría de aprender el Dharma. Se cuecen gachas especiales y se ofrecen a los visitantes en memoria de la ofrenda de arroz con leche de Sujata al Buda poco antes de su iluminación.

### Ceremonias y servicios mensuales
- Servicio de Dharma semanal (共修 法 會): Los servicios de Dharma regulares se llevan a cabo los domingos por la mañana, generalmente cantando varios  sutras como el Arrepentimiento de los ochenta y ocho budas, Diamond Sutra,  Medicina Sutra y Amitabha Sutra.
- Servicio de arrepentimiento de gran compasión (大悲 懺 法 會): Servicio mensual que se lleva a cabo por la noche el segundo viernes de cada mes. Un servicio popular en Hsi Lai, involucra la recitación del Mantra de la Gran Compasión, inclinaciones, ofrendas y circunvalaciones.
- Servicio Dharma de Luna Nueva y Luna Llena (光 明燈 法 會): En la luna nueva y llena, también se lleva a cabo un servicio que consiste en el Capítulo de la Puerta Universal del Sutra del Loto como una dedicación para los bienhechores que hicieron ofrendas de lámparas que año.
- Servicio del Dharma de la Tierra y el Agua (水陸 法 會): El servicio más elaborado y extenso del budismo chino, que consiste en invitar a seres de reinos superiores para ayudar a los seres de los reinos inferiores a escapar de sus sufrimiento. Se realiza una vez cada diez años.

El templo Hsi Lai ofrece servicio comunitario a una variedad de personas que necesitan horas. Los trabajos van desde limpiar y barrer el templo hasta servir el almuerzo en el comedor.

## controversia sobre el financiamiento de campañas de 1996
Una controversia sobre la financiación de campañas centrada en el templo Hsi Lai estalló durante las elecciones presidenciales de los Estados Unidos de 1996. El vicepresidente Al Gore asistió a un almuerzo en el templo. El Departamento de Justicia de los Estados Unidos alegó que Maria Hsia solicitó 55.000 dólares en donaciones para el Comité Nacional Demócrata al día siguiente, que luego se reembolsaron con dinero del templo. Los grupos sin fines de lucro no pueden realizar contribuciones políticas. Hsia fue finalmente condenada por un jurado en marzo de 2000 por hacer cinco declaraciones falsas a la Comisión Federal de Elecciones y sentenciada a 90 días de detención domiciliaria, una multa y servicio comunitario. El Comité Nacional Demócrata devolvió el dinero donado por los monjes y monjas del templo. Doce monjas y empleados del templo, incluida la entonces abadesa Venerable Yi Kung, que más tarde dimitiría de la abadesa debido al escándalo, se negaron a responder preguntas alegando la  Quinta Enmienda cuando fueron citación editada para testificar ante el Congreso en 1997.
Tras la condena de Hsia, el presidente del Comité Nacional Republicano  Jim Nicholson dijo, "es hora de ir más allá de los pequeños alevines y enfrentar a los principales actores (en el escándalo) Al Gore." Ningún otro jugador en la controversia fue condenado, aunque dos monjas, Yi Chu y Man Ho, fueron acusadas de no compareció en el juicio de Hsia y se cree que se fue a Taiwán y no ha regresado a los Estados Unidos desde entonces.

## Pasados abades y abadesas

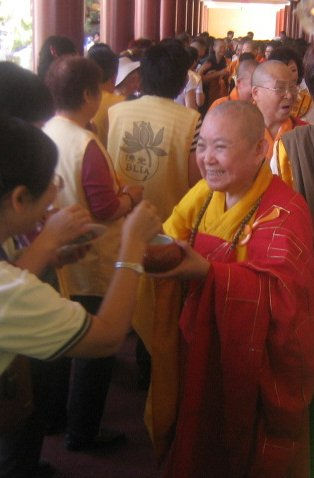
La primera abadesa, Tzu Chuang. Detrás de ella está la Venerable Tzu Jung, la quinta abadesa.

- 1978–1989: Ven. Tzu Chuang (慈 莊 法師) (1er término)
- 1989–1993: Ven. Hsin Ting (心 定 和尚)
- 1993–1994: Ven. Tzu Chuang (慈 莊 法師) (segundo término)
- 1994–1995: Ven. Yi Kung (依 空 法師)
- 1995-2000: Ven. Tzu Jung (慈 容 法師)
- 2000-2003: Ven. Hui Chuan (慧 傳 法師) (1er término)
- 2003: Ven. Yi Heng (依 恆 法師) ( abadesa en funciones )
- 2003-2005: Ven. Hui Chuan (慧 傳 法師) (segundo término)
- 2005–2013: Ven. Hui Chi / Hsin Bao (慧 濟 法師 / 心 保 和尚)
- 2013-presente: Ven. Hui Dong (慧 東 法師)